# L'Échanson
L'Échanson – ou Allégorie de la Tempérance – est un tableau réalisé par le peintre flamand Theodore Rombouts entre 1628 et 1632. De format vertical, cette huile sur toile est le portrait à mi-corps d'un échanson en action devant un fond neutre. Le regard en direction du point de vue du spectateur, le jeune homme verse dans un römer le vin d'une aiguière qu'il lève de la main droite. L'alcool s'écoule en un mince filet manifestement coupé avec de l'eau, ce qui fait de la figure une allégorie de la Tempérance. Achetée en 1990, l'œuvre est conservée au MUba Eugène-Leroy, à Tourcoing, dans le Nord, en France.